# Стопања
Стопања је насеље у Србији у општини Трстеник у Расинском округу. Према попису из 2022. било је 1002 становника (према попису из 1991. било је 1467 становника).

## Историја
До Другог српског устанка Стопања се налазила у саставу Османског царства. Након Другог српског устанка Стопања улази у састав Кнежевине Србије и административно је припадала Јагодинској нахији и Левачкој кнежини све до 1834. године када је Србија подељена на сердарства.
Председник владе Милан Стојадиновић подигао је спомен-чесму, за успомену на свог оца Михајла - освећена је 20. септембра 1936.

## Демографија
У насељу Стопања живи 1083 пунолетна становника, а просечна старост становништва износи 41,5 година (39,5 код мушкараца и 43,3 код жена). У насељу има 361 домаћинство, а просечан број чланова по домаћинству је 3,67.
Ово насеље је великим делом насељено Србима (према попису из 2002. године).
|  |

| Демографија | Демографија | Демографија |
| Година      | Становника  | Становника  |
| ----------- | ----------- | ----------- |
| 1948.       | 1.265       |             |
| 1953.       | 1.375       |             |
| 1961.       | 1.401       |             |
| 1971.       | 1.371       |             |
| 1981.       | 1.430       |             |
| 1991.       | 1.467       | 1.387       |
| 2002.       | 1.325       | 1.443       |

| Етнички састав према попису из 2002.‍ | Етнички састав према попису из 2002.‍ | Етнички састав према попису из 2002.‍ | Етнички састав према попису из 2002.‍ | Етнички састав према попису из 2002.‍ |
| ------------------------------------ | ------------------------------------ | ------------------------------------ | ------------------------------------ | ------------------------------------ |
|                                      |                                      |                                      |                                      |                                      |
| Срби                                 | Срби                                 |                                      | 1.307                                | 98,64%                               |
| Југословени                          | Југословени                          |                                      | 7                                    | 0,52%                                |
| Црногорци                            | Црногорци                            |                                      | 3                                    | 0,22%                                |
| Румуни                               | Румуни                               |                                      | 1                                    | 0,07%                                |
| Македонци                            | Македонци                            |                                      | 1                                    | 0,07%                                |
| непознато                            | непознато                            |                                      | 2                                    | 0,15%                                |

| Стопања у пописима Јагодинске нахије — од 1818. до 1829.                          |       |       |       |       |       |       |          |       |       |       |       |       |
| Година пописа                                                                     | 1818. | 1819. | 1820. | 1821. | 1822. | 1823. | 1824/25. | 1825. | 1826. | 1827. | 1828. | 1829. |
| Куће                                                                              | -     | -     | -     | -     | -     | -     | 11       | 44    | 51    | 65    | 65    | 56    |
| Пореске главе*                                                                    | -     | -     | -     | -     | -     | -     | 11       | 46    | 52    | 56    | 67    | 56    |
| Арачке главе**                                                                    | -     | -     | -     | -     | -     | -     | 14       | 69    | 100   | 134   | 143   | 131   |
| *Пореске главе = Ожењени мушкарци \| ** Арачке главе = Мушкарци од 7 до 70 година |       |       |       |       |       |       |          |       |       |       |       |       |

| Година пописа     | 1948. | 1953. | 1961. | 1971. | 1981. | 1991. | 2002. |
| ----------------- | ----- | ----- | ----- | ----- | ----- | ----- | ----- |
| Број домаћинстава | 247   | 278   | 308   | 320   | 349   | 377   | 361   |

| Број чланова      | 1  | 2  | 3  | 4  | 5  | 6  | 7  | 8 | 9 | 10 и више | Просек |
| ----------------- | -- | -- | -- | -- | -- | -- | -- | - | - | --------- | ------ |
| Број домаћинстава | 63 | 59 | 56 | 56 | 55 | 43 | 18 | 7 | 3 | 1         | 3,67   |

| Пол    | Укупно | Неожењен/Неудата | Ожењен/Удата | Удовац/Удовица | Разведен/Разведена | Непознато |
| ------ | ------ | ---------------- | ------------ | -------------- | ------------------ | --------- |
| Мушки  | 526    | 142              | 349          | 25             | 10                 | 0         |
| Женски | 606    | 103              | 356          | 128            | 19                 | 0         |
| УКУПНО | 1.132  | 245              | 705          | 153            | 29                 | 0         |

| Пол    | Укупно                    | Пољопривреда, лов и шумарство | Рибарство                            | Вађење руде и камена | Прерађивачка индустрија       |
| ------ | ------------------------- | ----------------------------- | ------------------------------------ | -------------------- | ----------------------------- |
| Мушки  | 280                       | 99                            | 0                                    | 0                    | 97                            |
| Женски | 185                       | 62                            | 0                                    | 0                    | 52                            |
| УКУПНО | 465                       | 161                           | 0                                    | 0                    | 149                           |
| Пол    | Производња и снабдевање   | Грађевинарство                | Трговина                             | Хотели и ресторани   | Саобраћај, складиштење и везе |
| Мушки  | 6                         | 1                             | 22                                   | 11                   | 10                            |
| Женски | 0                         | 1                             | 24                                   | 5                    | 1                             |
| УКУПНО | 6                         | 2                             | 46                                   | 16                   | 11                            |
| Пол    | Финансијско посредовање   | Некретнине                    | Државна управа и одбрана             | Образовање           | Здравствени и социјални рад   |
| Мушки  | 4                         | 8                             | 9                                    | 7                    | 6                             |
| Женски | 0                         | 5                             | 4                                    | 18                   | 10                            |
| УКУПНО | 4                         | 13                            | 13                                   | 25                   | 16                            |
| Пол    | Остале услужне активности | Приватна домаћинства          | Екстериторијалне организације и тела | Непознато            | Непознато                     |
| Мушки  | 0                         | 0                             | 0                                    | 0                    | 0                             |
| Женски | 3                         | 0                             | 0                                    | 0                    | 0                             |
| УКУПНО | 3                         | 0                             | 0                                    | 0                    | 0                             |